# Likud
Likud er et konservativt parti i Israel, som indtil valget 28. marts 2006 var det største i det israelske parlament, Knesset, men led et svidende nederlag til det nye parti Kadima. Partiet har dog siden været det dominerende parti i landet. 
Partiets leder, Benjamin Netanyahu, har i tre valgperioder haft posten som Israels premierminister. 
Ved Parlamentsvalget i Israel 2015 bevarede partiet sin position som landets største parti med 29 pladser i Knesset.
Likud er en sammensmeltning af flere partier bl.a. Herut
- Wikimedia Commons har flere filer relateret til Likud

| Politik | Spire Denne artikel om politik og ideologi er en spire som bør udbygges. Du er velkommen til at hjælpe Wikipedia ved at udvide den. |